# Colle Roseti
Colle Roseti è un rilievo dei Monti Reatini che si trova nel Lazio, nella provincia di Rieti, tra il comune di Cittaducale e quello di Castel Sant'Angelo.